# Pedro Madalengoitia
Pedro de Madalengoitia y Sáenz de Zárate fue un sacerdote y político peruano. Fue canónico del cabildo eclesiástico de la Catedral de Trujillo con la dignidad de Chantre. Fue, asimismo, el donante de la pileta de mármol ubicada en la Plaza de Armas de Trujillo. Fue también 
En representación de la provincia de Huamachuco, fue uno de los sesenta y cinco diputados electos en 1825 por la Corte Suprema y convocados para aprobar la Constitución Vitalicia del dictador Simón Bolívar. Sin embargo, a pesar de que dicho congreso estuvo convocado, el mismo decidió no asumir ningún tipo de atribuciones y no llegó a entrar en funciones.
Fue miembro del Congreso General Constituyente de 1827 por el departamento de La Libertad. Dicho congreso constituyente fue el que elaboró la segunda constitución política del país.
Fue Senador de la República del Perú por el departamento de La Libertad entre 1845 y 1852.